# Хаапсалу (самоврядування)
Ха́апсалу (ест. Haapsalu linn) — міське самоврядування в Естонії, адміністративна одиниця в повіті Ляенемаа, утворена під час реформи 2017 року шляхом об'єднання волості Рідала та міста-муніципалітету Хаапсалу.

## Географічні дані
Чисельність населення на 1 січня 2017 року становила 13596 осіб.

## Населені пункти
Адміністративний центр — місто Хаапсалу.
На території волості також розташовані:
2 селища: Паралепа (Paralepa alevik), Ууемийза (Uuemõisa alevik): та 56 сіл (ест. küla):
Аамсе (Aamse), Алліка (Allika), Аммута (Ammuta), Валґевялья (Valgevälja), Варні (Varni), Винну (Võnnu), Вілкла (Vilkla), Вяйке-Аглі (Väike-Ahli), Вятсе (Vätse), Гаеска (Haeska), Гер'ява (Herjava), Гобулаю (Hobulaiu), Еммувере (Emmuvere), Ер'я (Erja), Еспре (Espre), Йиидре (Jõõdre), Кабраметса (Kabrametsa), Кадака (Kadaka), Каевере (Kaevere), Ківікюла (Kiviküla), Кійдева (Kiideva), Кілтсі (Kiltsi), Когері (Koheri), Койду (Koidu), Коліла (Kolila), Колу (Kolu), Кяпла (Käpla), Лагева (Laheva), Ланнусте (Lannuste), Либе (Lõbe), Лійвакюла (Liivaküla), Літу (Litu), Метсакюла (Metsaküla), Мяґарі (Mägari), Мяекюла (Mäeküla), Нимме (Nõmme), Панґа (Panga), Паріла (Parila), Пиґарі-Сассі (Põgari-Sassi), Пуяту (Puiatu), Пуйзе (Puise), Пуску (Pusku), Рогенсе (Rohense), Рогукюла (Rohuküla), Румму (Rummu), Сааніка (Saanika), Саарду (Saardu), Сепакюла (Sepaküla), Сіналепа (Sinalepa), Сууре-Аглі (Suure-Ahli), Тамміку (Tammiku), Танска (Tanska), Тууру (Tuuru), Унесте (Uneste), Ууемийза (Uuemõisa), Юссе (Üsse).